# Prinses Irene (manzana)
Prinses Irene es una variedad cultivar de manzano (Malus domestica).
Criado en 1935 por el horticultor Dr. A.A. Schaap en IVT, Wageningen, Países Bajos. Las frutas tienen carne con un tinte verdoso, con textura crujiente, sabor ácido sabroso.

## Sinonimia
- "Princess Irene",
- "Irene".

## Historia
'Prinses Irene' es una variedad de manzana, obtención en 1935 por el horticultor Dr. A.A. Schaap en el "Instituut voor de Veredeling van Tuinbouwgewassen" IVT, Wageningen (Países Bajos), cruzando 'Jonathan' progenitor que actúa como Parental-Madre x 'Cox's Orange Pippin' progenitor donante de polen, que actúa como Parental-Padre. El cultivar se introdujo en la industria frutícola en 1955.
'Prinses Irene' se cultiva en la National Fruit Collection con el número de accesión: 1955-001 y Nombre de accesión : Prinses Irene.

## Características
'Prinses Irene' es un árbol débilmente vigoroso y extenso, espuelas. Tiene un tiempo de floración que comienza a partir del 1 de mayo con el 10% de floración, para el 7 de mayo tiene una floración completa (80%), y para el 13 de mayo tiene un 90% de caída de pétalos.
'Prinses Irene' tiene una talla de fruto pequeño, con una altura promedio de 54.00mm, y una anchura promedio de 58.00mm; forma cónica redonda a redonda, con nervaduras de débiles a medias; epidermis con la piel dura con color de fondo amarillo verdoso, sobre el cual hay un rojo intenso que es lavado en la superficie expuestas al sol, y sobre esto hay un patrón de rayas rojas que también se muestran en la cara sombreada, aunque muy tenue, importancia del sobre color alto, distribución del sobre color chapa / rayas, importancia del ruginoso-"russeting" (pardeamiento áspero superficial que presentan algunas variedades) débil; pedúnculo largo, con un calibre delgado, y se encuentra en una cavidad peduncular  profunda, y estrecha, que presenta una mancha de ruginoso-"russeting" áspera; cáliz con ojo de tamaño pequeño y cerrado, colocado en una cavidad calicina de profundidad media, y ancha; carne con un tinte verdoso, con textura crujiente, sabor ácido sabroso.
Su tiempo de recogida de cosecha se inicia a principios de octubre. Se mantiene hasta dos meses en almacenamiento en atmósfera controlada.

## Usos
Desarrollado como una manzana fresca para comer.

## Ploidismo
Diploide. Auto estéril, pero los cultivos mejoran con un polinizador compatible. Grupo C Día 7.